# Commanderie de Bure
La commanderie de Bure, fondée entre 1120 et 1133, constitue la première commanderie templière de Bourgogne avant de devenir une commanderie hospitalière.

## Description géographique
En Bourgogne, située dans le Châtillonnais, au nord de la Côte-d'Or, la commanderie se trouve à 15 km au sud-ouest de Voulaines-les-Templiers, qui fut le siège du Grand-prieuré de Champagne de 1317 à 1792, et à 30 km au sud d'Épailly, autre importante commanderie. Elle est au cœur du chef-lieu de Bure-les-Templiers.

## État

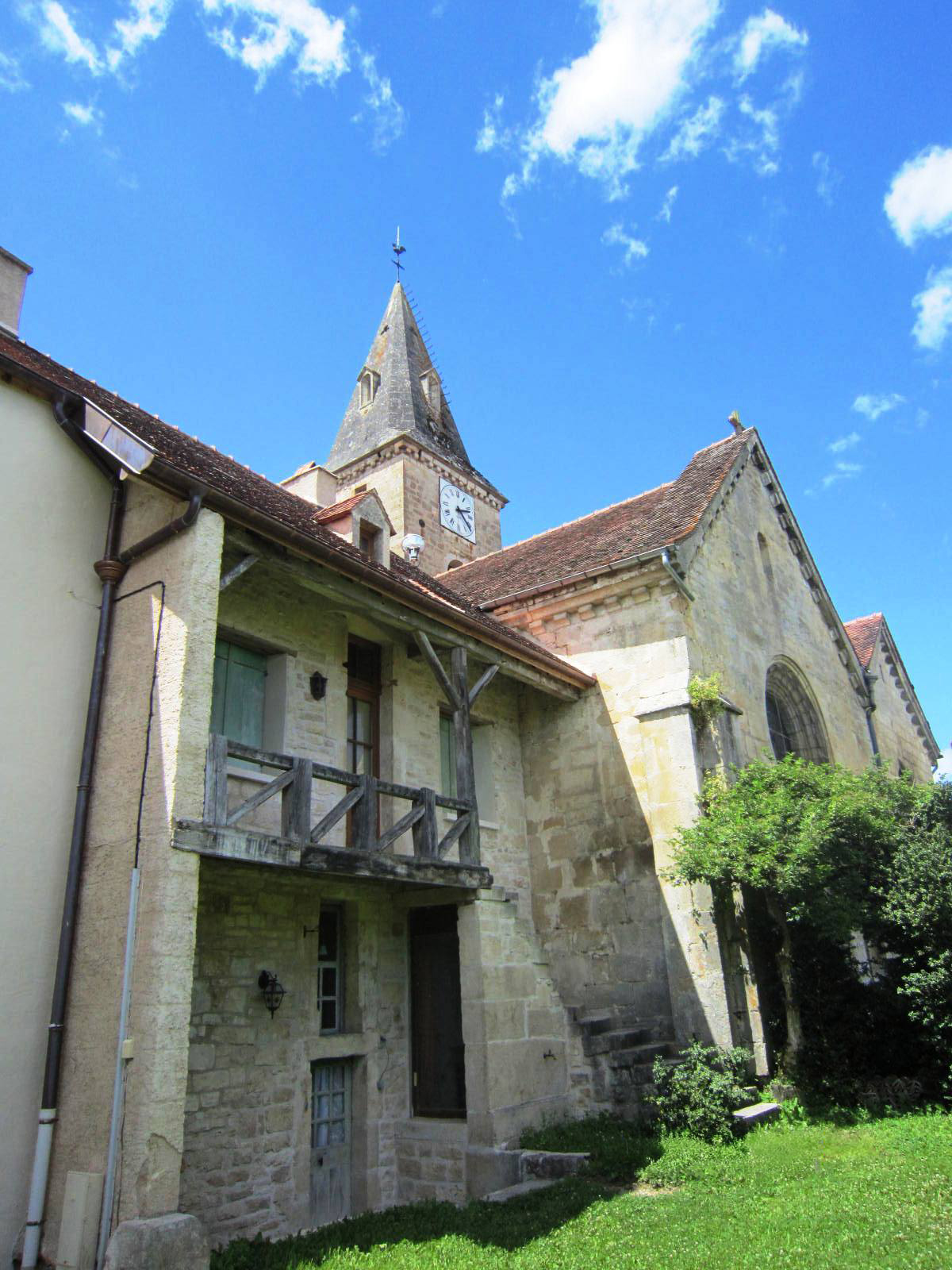
Façade et église de la commanderie

La chapelle, en partie transformée, existe toujours et sert d'église paroissiale. S'y trouvent, entre autres, deux pierres tombales : une tombe templière, en forme de trapèze avec une croix du temple et un manche de pic, une équerre et un outil que Michel Miguet pense être un niveau. La deuxième pierre tombale, d'époque hospitalière, est celle de Guillaume de Fougerolles, mort le 13 septembre 1353, il était commandeur de Bure, et probablement neveu de Ferri de Fougerolles, prieur de Champagne. Il est représenté en armure, dans une attitude de prière. La commanderie jouxte l'église qui en ferme le quadrilatère au nord. Les autres bâtiments, ruinés depuis 60 ans, font l'objet de restauration depuis 2006.
La commanderie a été en grande partie rebâtie aux débuts du XVIe siècle par Jacques Aymer, commandeur hospitalier de Bure et prieur de Champagne de 1513 à 1528. Les vestiges actuels sont en très mauvais état car, en 1958, le propriétaire a profité de l'absence de classement de l'abbaye proprement dite pour rechercher le trésor des Templiers à la dynamite. Les nouveaux propriétaires s'attachent à leur restauration et l'association « Les amis de la commanderie de Bure-les-Templiers » a été créée en 2009. Un site Internet a été mis en place. En 2010, de gros travaux sont entrepris par la commune pour la restauration de l'église.

## Historique

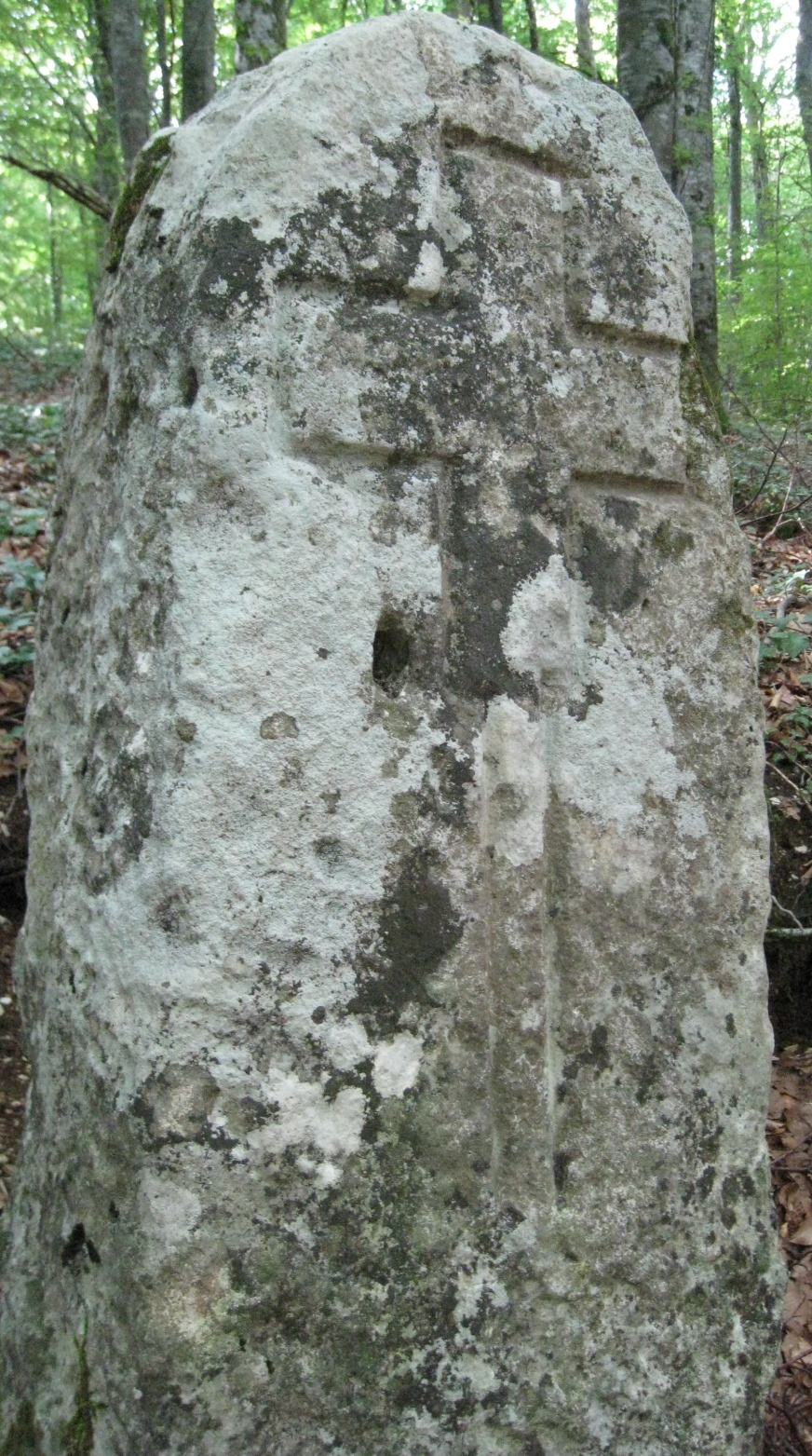
Borne de pierre

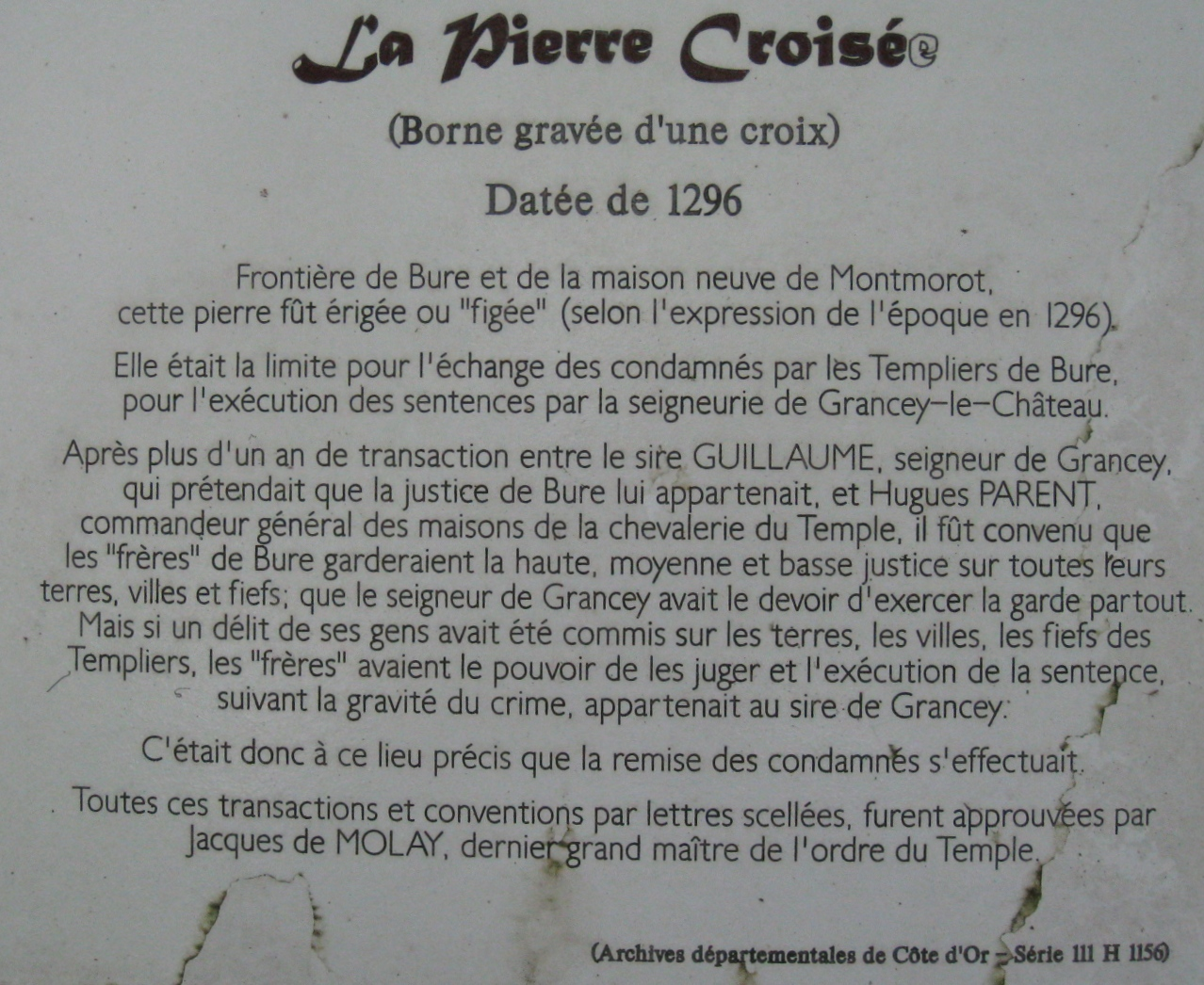
Explication de la borne de pierre

La date de création de Bure fait débat : « Elle est sous la protection des sires de Grancey dès 1127 » d'après D. Marie. Mignard et Lavirotte parlent de Chartes de 1120 et 1127. Michel Miguet ainsi qu'Alain Demurger et Jean Richard datent sa fondation de 1133 d'après une charte de l'évêque de Langres. Mais d'après J.M. Roger « Elle fut fondée au plus tard en 1120 par Païen de Bure » et le pancarte de 1133 n'est que le rappel de la donation plus ancienne de Paien de Bure.
Il n'en reste pas moins que c'est une commanderie fondée dans les débuts du Temple, et qui eut une grande importance : elle est le siège d'une baillie dont dépendent de nombreuses maisons. Jean-Marc Roger, dans sa thèse sur le grand prieuré de Champagne répertorie dans la publication des pièces du procès par Michelet dix-neuf frères du Temple dont le pseudonyme est « de Bure ». Ce qui montre bien l'importance de cette maison. Même quand il n'est plus commandeur de Bure, Hugues de Pairaud participe dans plusieurs actes à la gestion de la Commanderie, entre autres en 1299.
Les sires de Grancey ont protégé la maison de Bure. Un ancien seigneur de Grancey, Eudes Ier, y est Templier. Dans un procès non daté, mais de la fin de la période templière, les Templiers se plaignent à « la dame de Grancey, leur garde ». Les condamnés par les Templiers de Bure étaient remis à la justice du seigneur de Grancey pour exécuter les peines. Une borne, située à la limite du territoire de Bures délimitait l'endroit où les condamnés étaient remis.
À partir de la dévolution aux Hospitaliers, au plus tard en 1314, l'expansion de l'abbaye est terminée. Le changement de mode de gestion du faire valoir direct au bail à terme confié à un fermier amodiataire pendant la Guerre de cent ans entraîne même un lent déclin des possessions. Celui-ci est aggravé par la décision de Philippe II le Hardi de supprimer le servage à Bure, privant ainsi les exploitants d'une main d'œuvre bon marché. Ce n'est qu'à partir du XVIe siècle que les commanderies des Hospitaliers retrouvent de l'intérêt peu avant de passer sous le régime de la commende.

## Commandeurs templiers
| Nom du commandeur         | Dates           | Commentaires et autres fonctions |
| ------------------------- | --------------- | --- |
| fr. Achard de Chatillon   | 1174,           | |
| fr. Gui Bordel            | 1197 1199,      | |
| fr. Guilain               | 1202            | |
| fr. Renier de Socé        | 1209            | |
| fr. Thiebaud              | 1224 1225       | |
| fr. Guillaume de Monceaus | 1236 1237,      | |
| fr. Guy de Lacour         | 1242            | |
| fr. Martin                | 1248            | |
| fr. Jacques               | 1249            | Et commandeur du Saulce d'Island (août 1249): (la): « fratre Jacobo, preceptore de Bures et dou Saulcet juxta Yrlant » |
| fr. Martin                | 1257-1258, 1265 | Maître de la baillie de Bures et d'Épailly (1265-1267) décembre 1265: « freres Martins, maîtres de Bures et d'Espaillé » avril-mai 1267: « frere Martin, commandeour de Bures et d'Espaillé » |
| fr. Nicolas               | 1268            | |
| fr. Eudes le Guespé       | 1269            | juin 1269: « frater Odo li Guespe preceptor Militie Templi in baiulia Buriarum » |
| fr. Henri de Dole         | 1271 1284,      | (la): Anricus, Henricus de Dola Commandeur du passage et de la maison du Temple de Châlon (1267), . Commandeur de la baillie de Bures et de La Romagne (1270) Commandeur du passage et de Bure (1274) Commandeur de la baillie de Bures et tenant lieu de commandeur de la province de France pour frère Jean le François (mars 1279). Commandeur du passage (c.1280/81) Commandeur des maisons de la chevalerie du Temple en la baillie de Bure (1284) |
| fr. Hugues de Paraut      | 1289,           | |
| fr. Pierre                | 1299 1300       | |
| fr. Pierre de Sivrey      | 1304            | Sans doute le même que le précédent |

## Commandeurs hospitaliers
| Nom du commandeur            | Dates            |
| frère Saouvales              | 2 septembre 1314 |
| Jean Corboron                | 1338, 1353       |
| Guillaume de Fougerolles     | 2 septembre 1314 |
| Nicole de Villiers-sur-Suize | 1328             |
| Jacquin le Blanc             | 1456             |
| frère Michel de Sèvres       | 1572             |

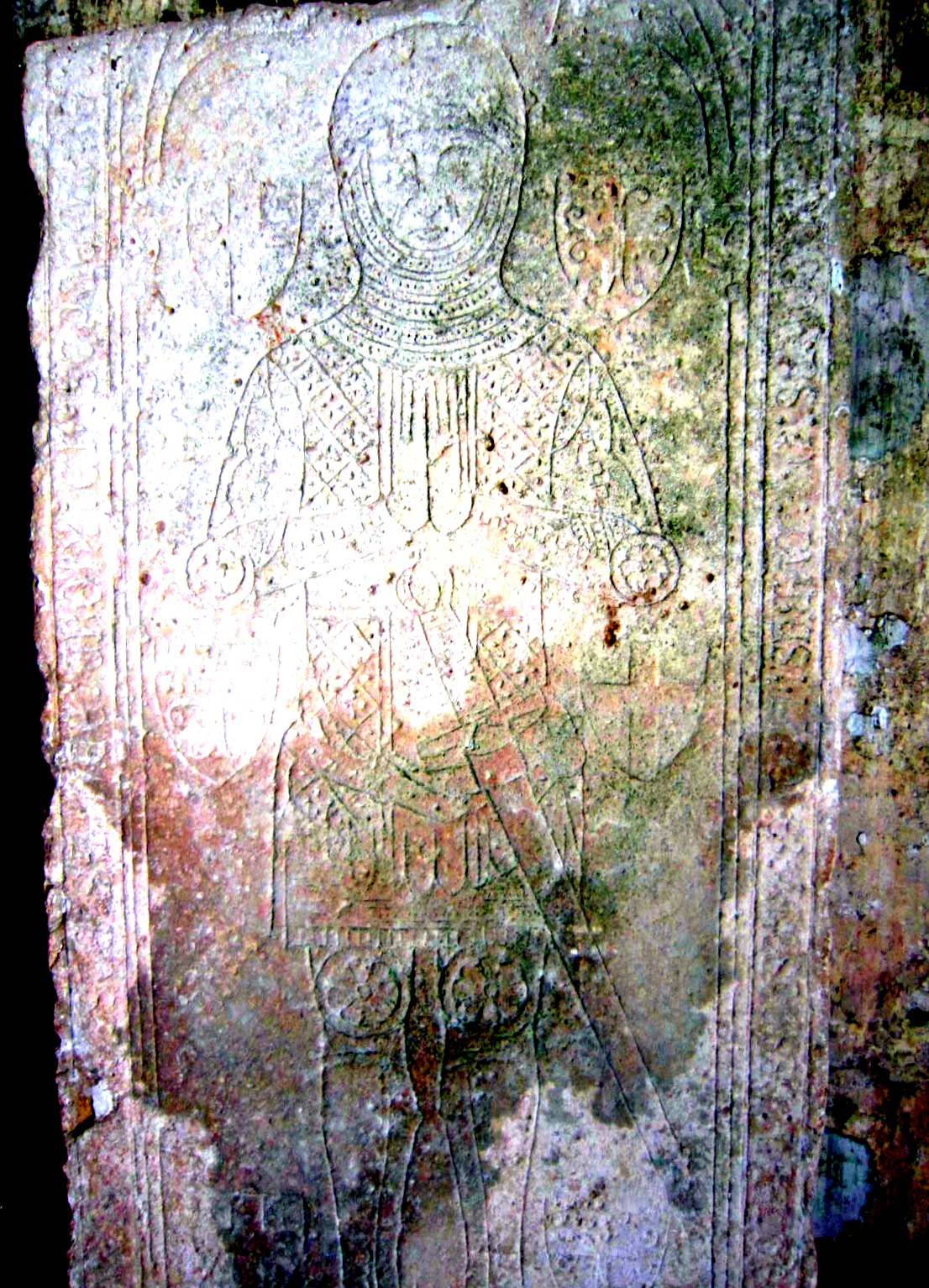
Pierre tombale de Guillaume de Fougerolles

Sous les Hospitaliers Bure devient une chambre priorale du grand prieuré de Champagne ; elle n'a, depuis le milieu du XIVe siècle, généralement pas de commandeur particulier.

## Possessions
Outre les commanderies d'Avosnes, Beaune, de Châtillon-sur-Seine, Dijon et Uncey-le-Franc fondée avant 1160 qui en dépendent administrativement Bure avait de nombreuses possessions directes :
- À Aulot[38],
- Aux hameaux de La Forêt[39] et de Romprey à proximité de Bures,
- À Chaugey[40],
- À Châtellenot[41],
- À Conclois[38] à proximité de Menesble,
- À Curtil[36] où le Temple avait le droit de haute justice,
- À Fauverney[42],
- À Fontenotte[42],
- À Grancey,
- À Montenaille[43],
- À Montmorot[44] maison qui comportait une chapelle détruite à la fin du XXe siècle,
- À Velle-sous-Gevrey[45] où Amaury de La Roche commandeur du Temple en France obtient de l'abbaye Saint-Étienne de Dijon la construction d'un moulin à vent,
- À Terrefondrée[43].
- À Thoisy-le-Désert[46]
- À Voulaines[47] modeste commanderie sous les Templiers qui devient le chef-lieu du grand-Prieuré de Champagne sous les Hospitaliers.